# Siku-Museum

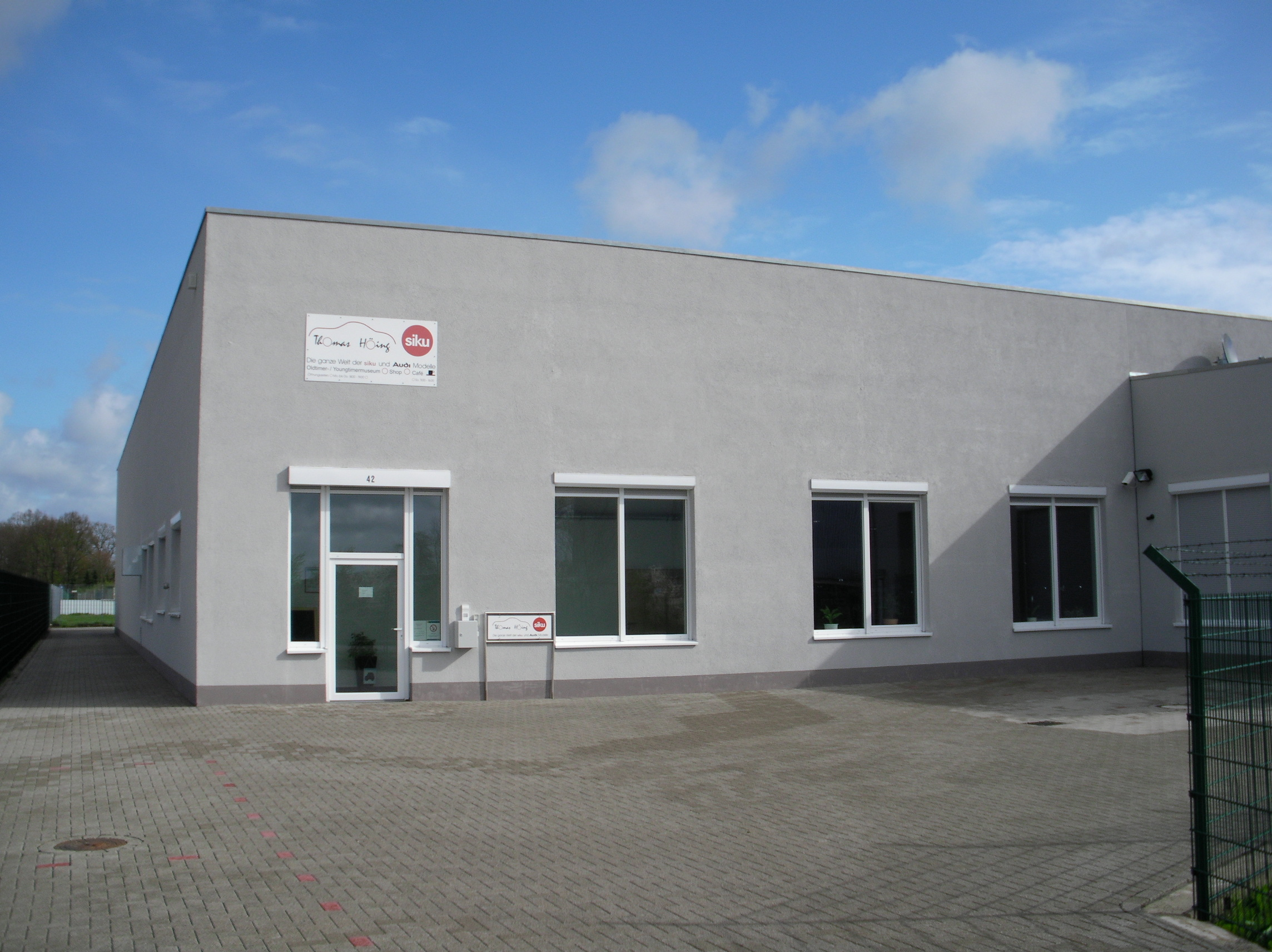
Siku-Museum

Das Siku-Museum ist ein am 1. Dezember 1999 eröffnetes privates Museum in Stadtlohn, Kreis Borken.
Auf einer Fläche von ca. 2.000 m² werden über 38.500 Modellfahrzeuge und 90 Originalfahrzeuge ausgestellt. Der Standort des Museums befindet sich nahe der niederländischen Grenze. Das Museum wird von Thomas Höing privat betrieben.

## Inhaltliche Schwerpunkte
Die Ausstellung umfasst vier Themenschwerpunkte:
1. Mit über 24.000 Modellen wird die Geschichte des Lüdenscheider Spielzeugherstellers Sieper von 1951 bis in die Gegenwart gezeigt. Es sind alle Siku Grundmodelle ausgestellt und zusätzlich unzählige Varianten. Dazu gehören die Siku-Großmodelle, Siku Plastikmodelle, Siku Verkehrszeichen, Siku V-Serien Modelle, Modelle der Siku Super Serie, Siku Farmer Serie, Siku Control, Siku Racing, Siku World sowie diverse Auslands- und Werbemodelle. Die Auslandsmodelle wurden u. a. für diese Länder speziell in deren landestypischen Farben und Bedruckungen hergestellt:
 Belgien, China, Estland, Finnland, Frankreich, Großbritannien, Irland, Japan, Neuseeland, Niederlande, Polen, Schweden und USA.
 Modelle, die in den 1970er und 1980er Jahren aus den ausgedienten Siku-Gussformen in Brasilien von der Firma Rei gefertigt wurden, sind ebenso ausgestellt wie Nachbauten der ungarischen Firma Metchy. Metchy stellte  in den 1980er Jahren Siku-Modelle in anderen Farben und mit der Chassisprägung „Made in Hungary“ her.
 Einige Dioramen mit den original Straßenplänen zu den Themen Stadt und Flughafen aus den 1960er Jahren ergänzen das Thema. Margarinefiguren, originale Entwicklungszeichnungen und Haushaltsgeräte aus den Anfängen der Firma Sieper gehören ebenso zur Dauerausstellung.
2. Die Geschichte der Marke Audi ist mit über 11.000 Miniaturmodellen ausgestellt. Die Sammlung umfasst auch Modelle der Marken Auto Union, DKW, Horch, NSU, Wanderer und Lamborghini sowie der VW-Typen K 70 und Iltis.
3. Eine Sonderausstellung umfasst etwa 1.000 Wiking-Modelle.
4. Der vierte Schwerpunkt liegt bei Original-Fahrzeugen von Old- und Youngtimern, vornehmlich Audi bzw. Audi-Sonderkarosserien. Dazu gehören Fahrzeuge von Walter Treser Automobilbau, Umbauten von Crayford Engineering, Artz, Bischofberger und Pollmann sowie eine nur einmal gebaute Stretchlimousine vom Typ Audi 5000 Picasso.

Die Ausstellung wird, u. a. auch bedingt durch Stellplatzvermietungen, ergänzt mit einer Reihe weiterer wechselnder Oldtimer der Marken BMW, DKW, Jaguar Cars, Mercedes-Benz, Tempo, VW sowie Zweiräder.

## Art der Präsentation
Die Modellfahrzeuge stehen sortiert nach Themen und den Baujahren in Glasvitrinen. In der Raummitte werden die Originalfahrzeuge präsentiert. Sie sind ebenfalls nach Themen (Sonderkarosserien/Serie) bzw. Baujahren angeordnet.

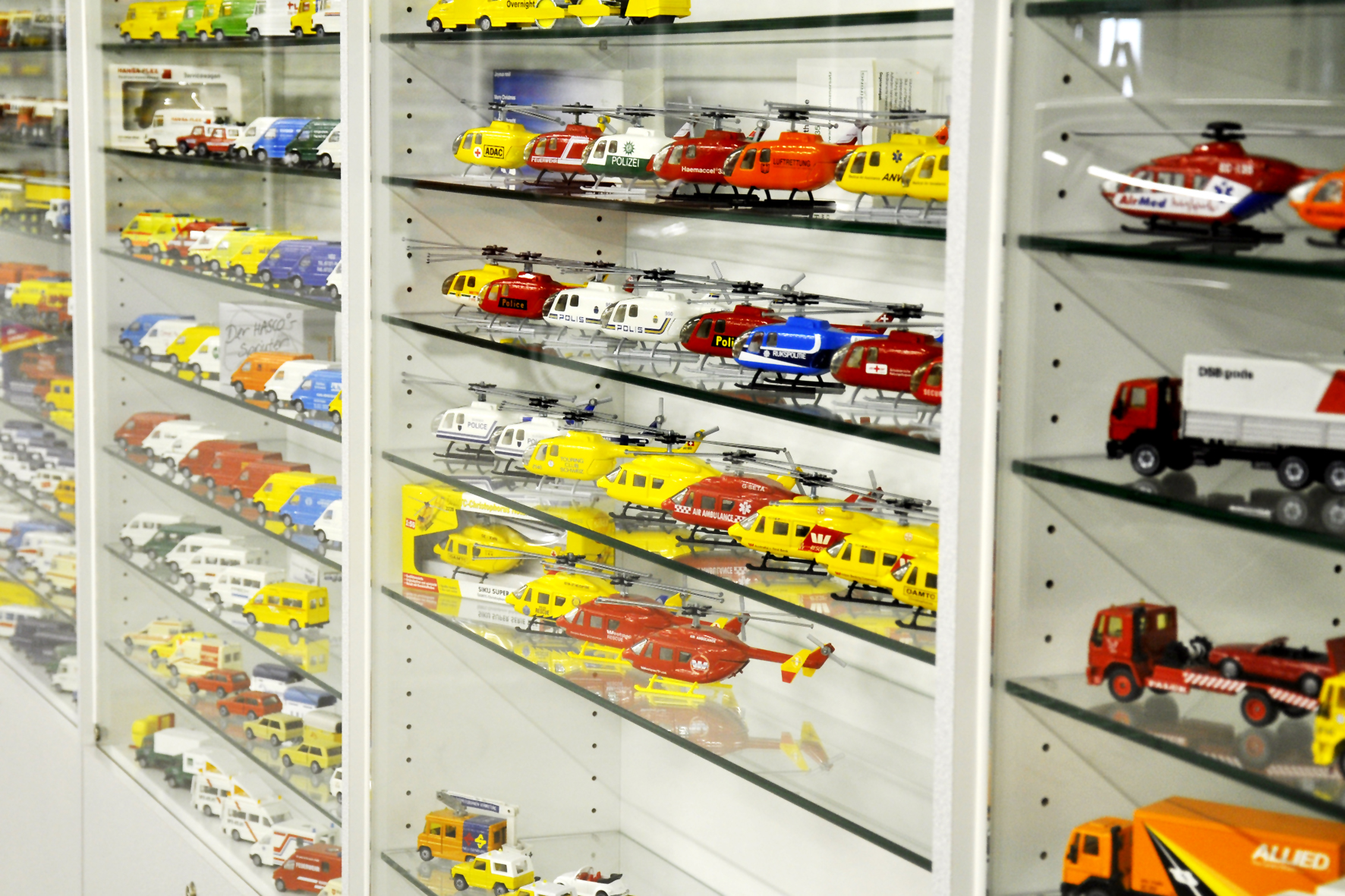
Siku-Modelle
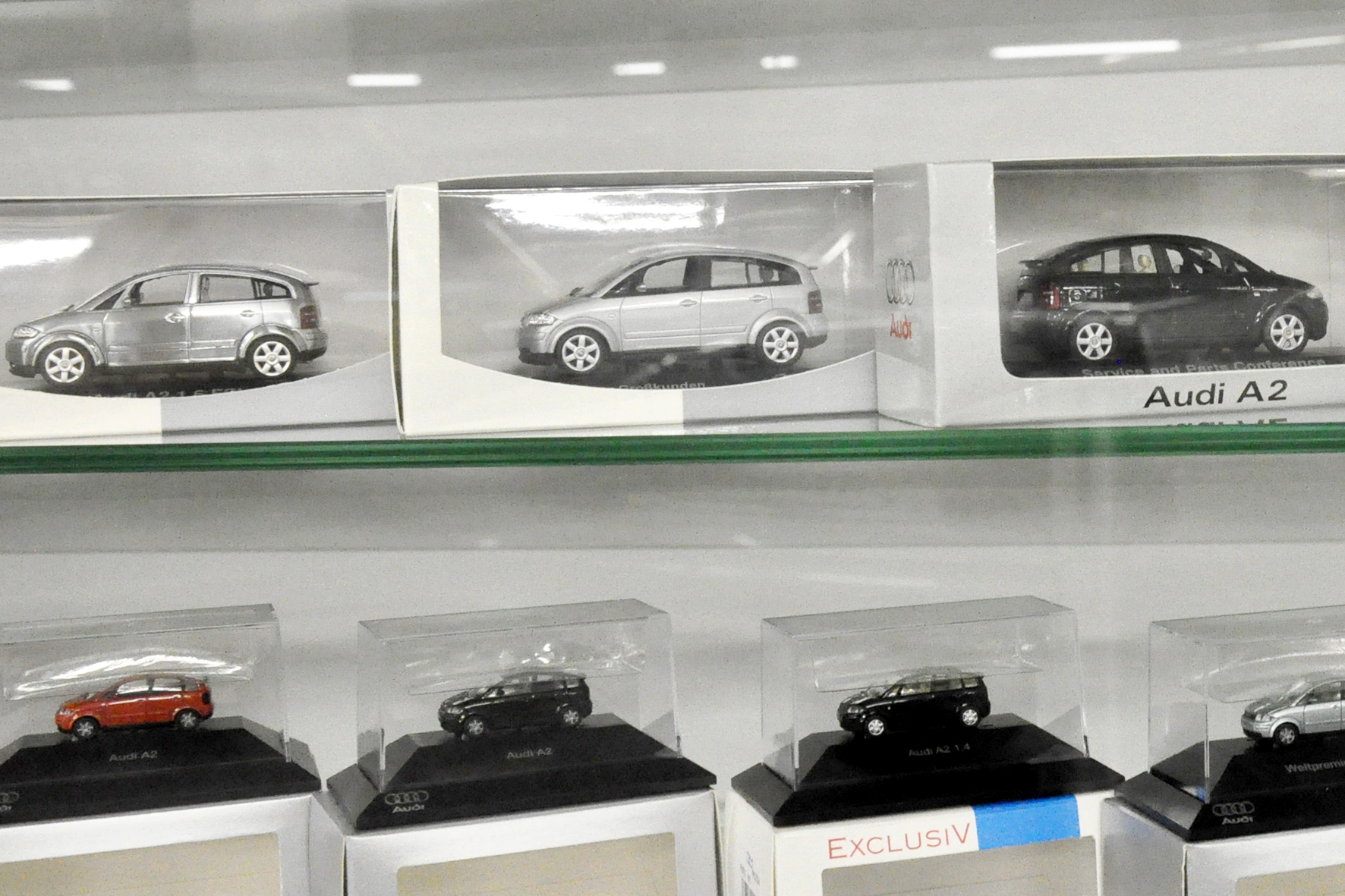
Audi in Miniatur
Audi 50, Baujahr 1976
Audi 80 GLS Südafrika, Baujahr 1978
Audi 80 2.0 E Polizei, Baujahr 1993
Audi 80 GL Estate, Baujahr 1976
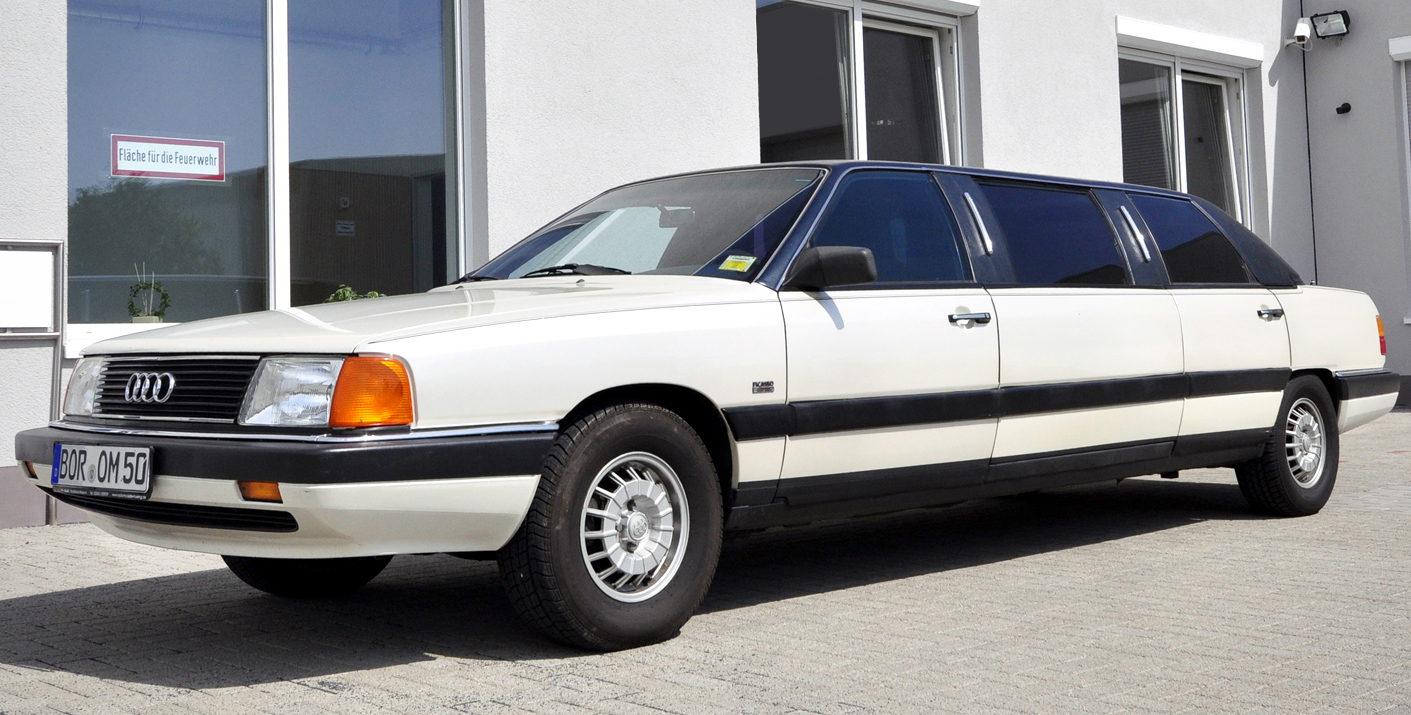
Audi 5000 Picasso-Stretchlimousine
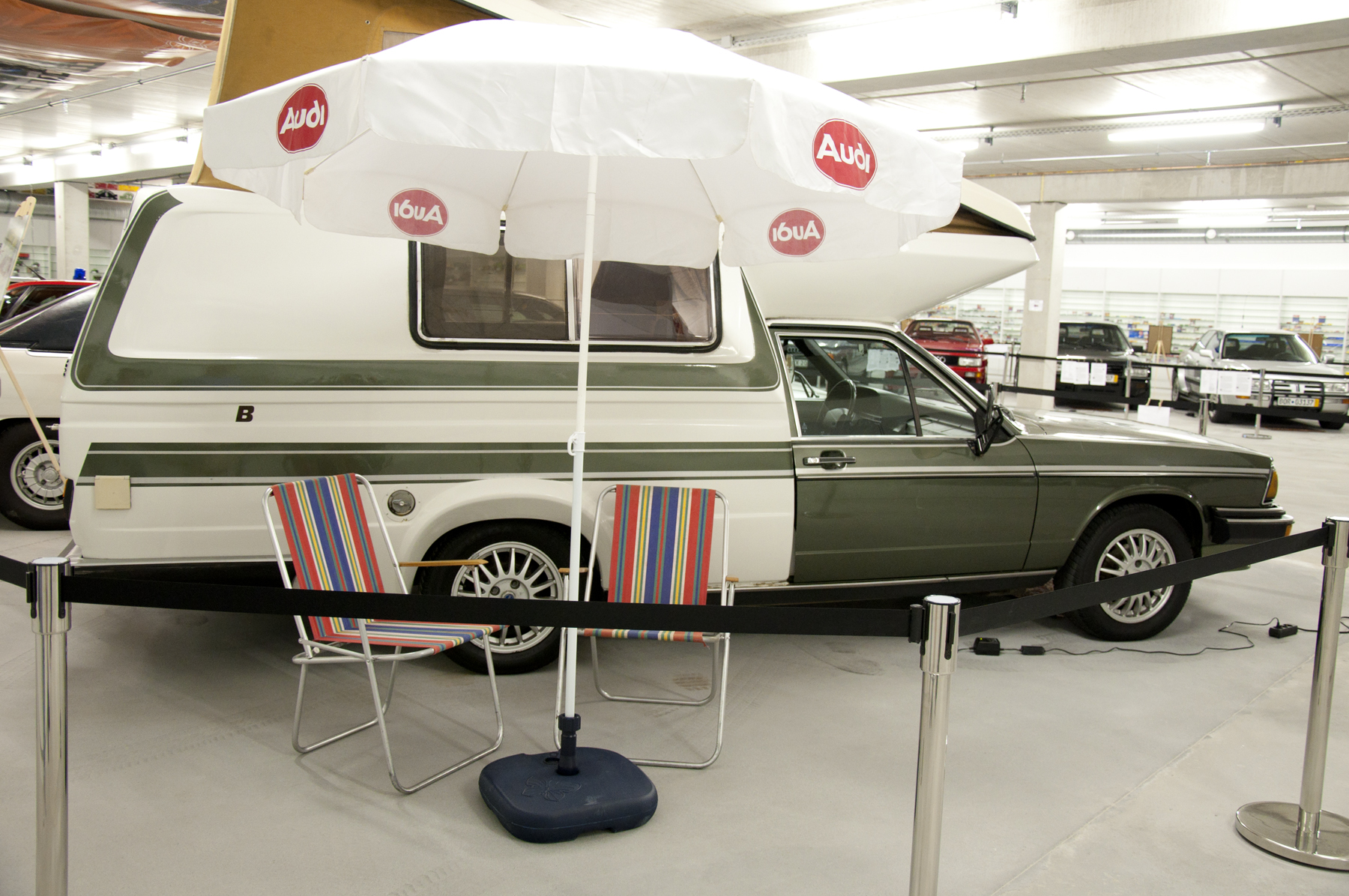
Wohnmobilumbau
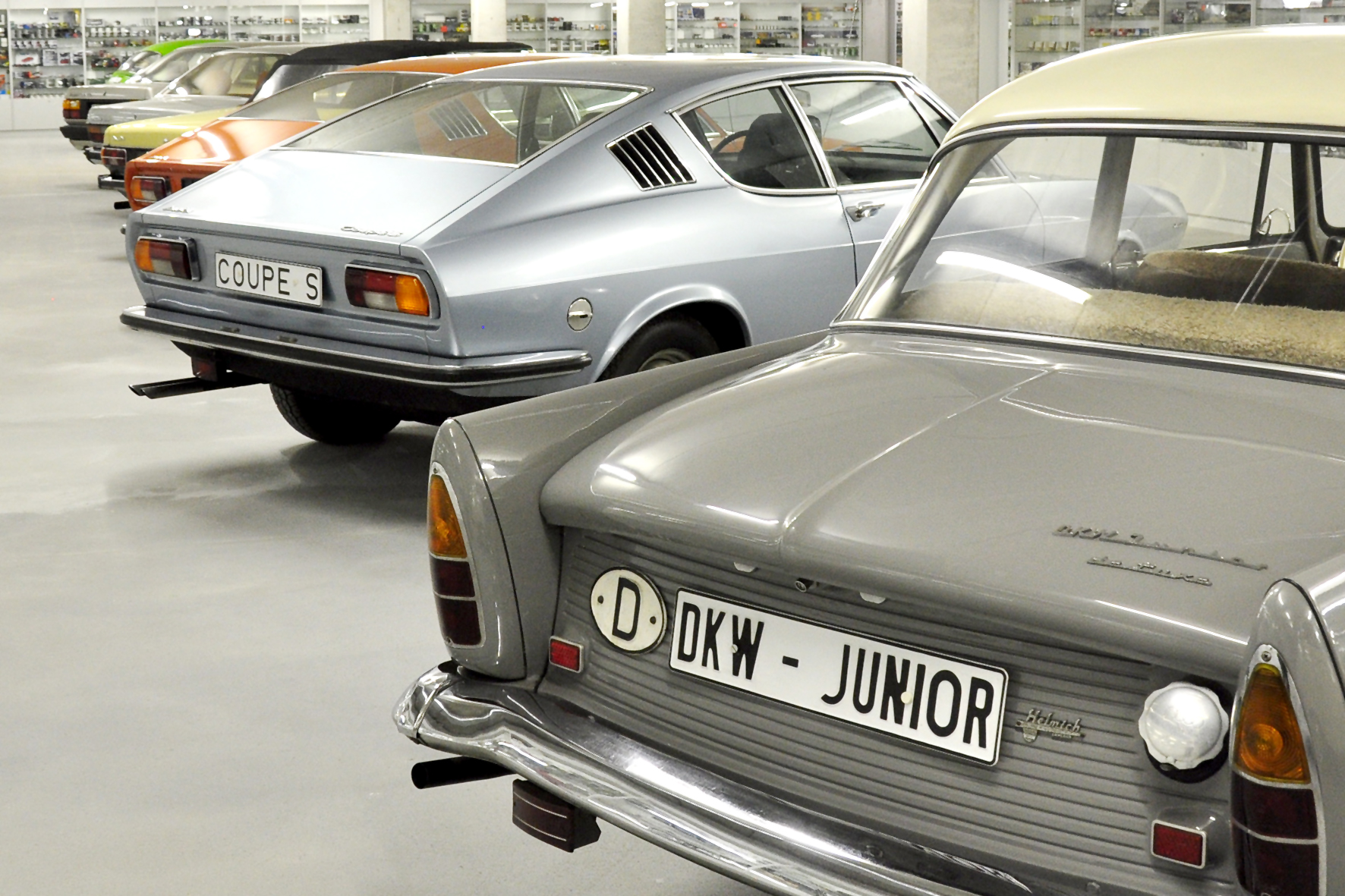
Old- und Youngtimer im Obergeschoss
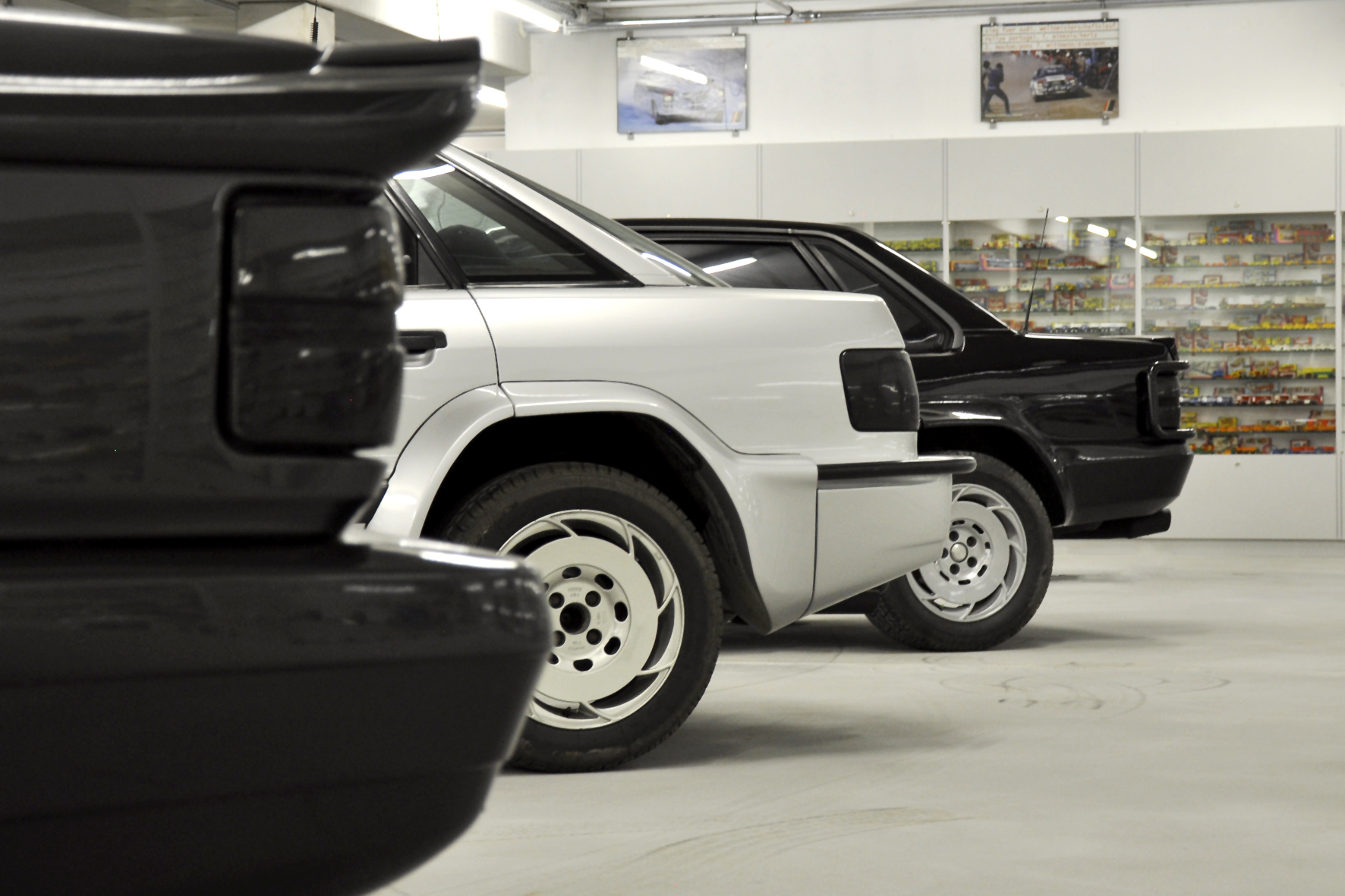
Sonderkarosserien im Untergeschoss
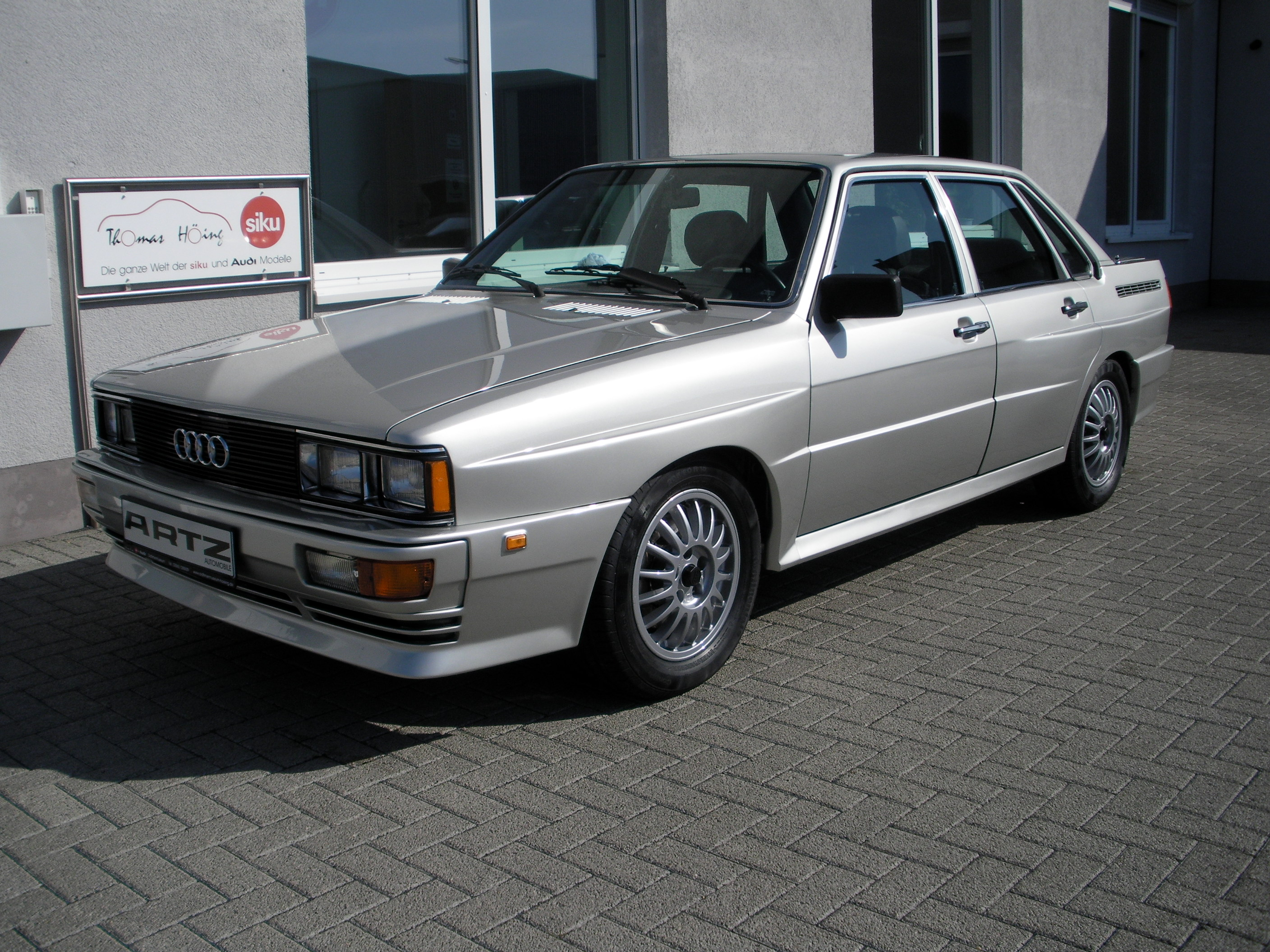
Audi Quattro ARTZ Limousine
TreserAudi hunter Typ 85

- DKW 3=6 Sonderklasse F91
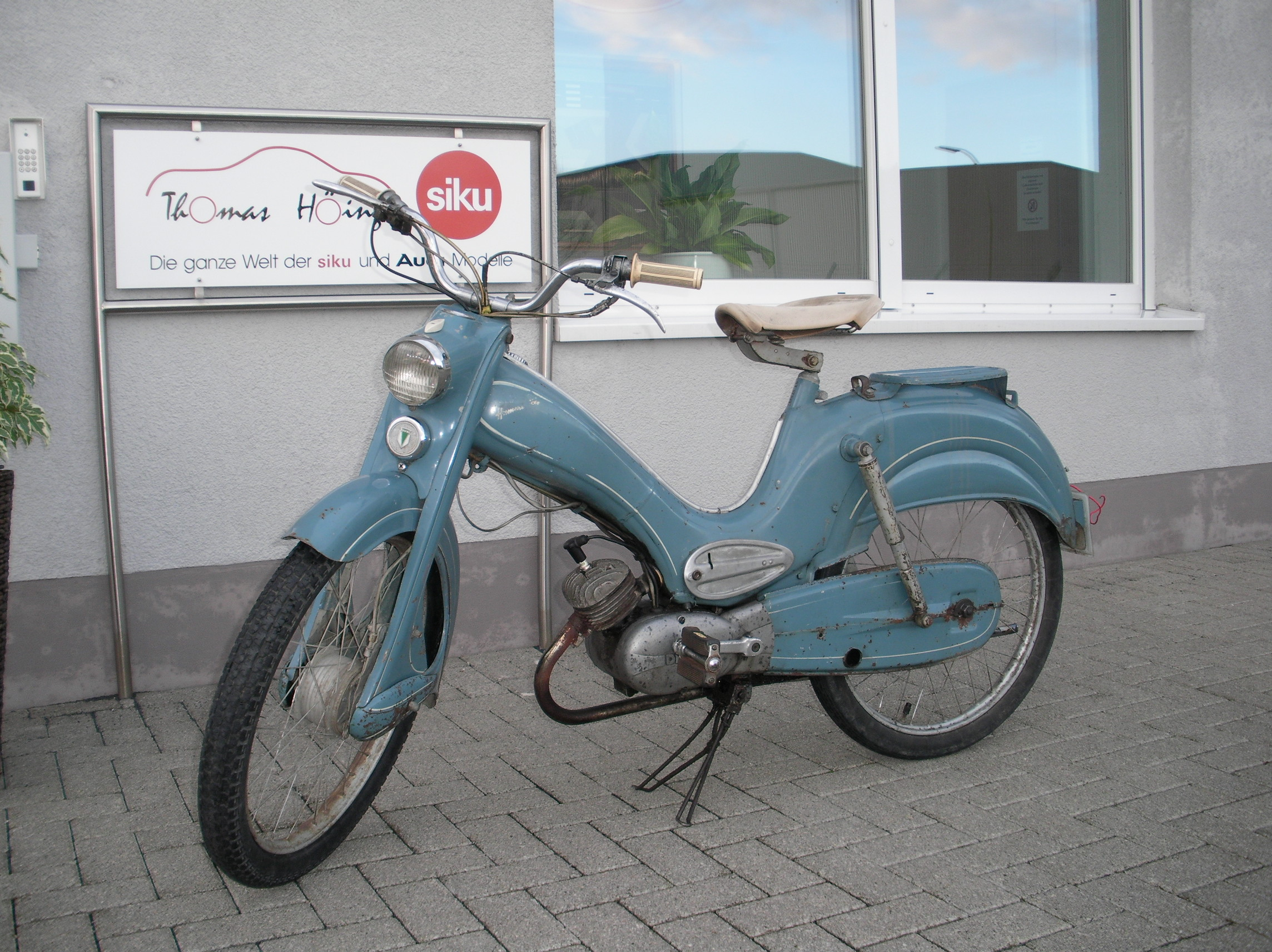
DKW Hummel Bj. 1957

## Wechselausstellungen
Hin und wieder werden Wechselausstellungen wie beispielsweise Kunstausstellungen zum Thema Spielzeug und Automobil angeboten.